# Палаццо Корсіні
Палаццо Корсіні — палац у стилі пізнього бароко в Римі, зведений для сім'ї Корсіні між 1730—1740 роками на основі вілли XV століття Джироламо Ріаріо делла Ровере, племінника Папи римського Сікста IV. Для побудови палацу за основу був взятий проект архітектора Фердінандо Фугі.

## Історія
Палац розташований у римському районі Трастевері навпроти Вілли Фарнезіна. У 1686 р. фасад Палаццо Корсіні перебудовував флорентійський архітектор Фердинандо Такка за аналог взявши фасад Палаццо Пітті у Флоренції . Протягом 1659 - 1689 років у тодішньому палаці Ріаріо жила колишня королева Крістіна, яка після свого зречення від шведського престолу перебралася до Риму. Під час її проживання в данному палаці він став місцем перших зустрічей римської Аркадської академії. У 1736 році флорентійський кардинал Нері Корсіні, племінник колишнього кардинала Лоренцо Корсіні (у 1730-1740 роках Папи римського Климента XII ), який заснував унікальну бібліотеку, придбав віллу з землями навколо і перебудував її у той палац, який існує і донині. Пізніше, під час наполеонівської окупації Риму у палаці оселився Жозеф Бонапарт. Інтер'єри палацу прикрашені фресками та рельєфами в техніці стукко які існують і по сей день, хоч і велику кількість разів їх було реставровано. Серед декораторів були відомі флорентійські майстри XVIII ст. Д. Габбіані, А. Герардіні .

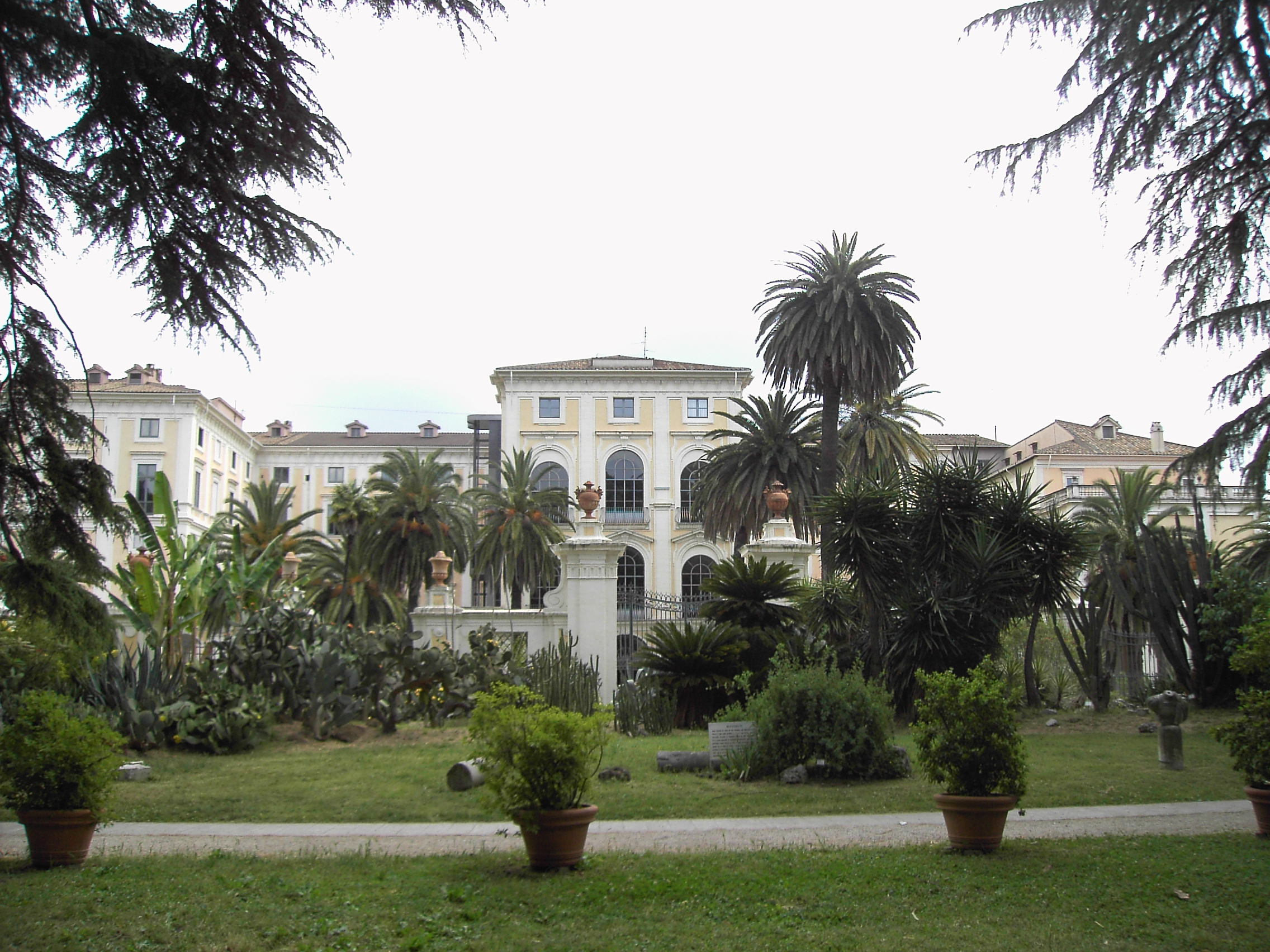
Палаццо Корсіні. Садовий фасад

По цей час в Палаццо Корсіні знаходяться декілька відділень Національної академії деї Лінчеї і також Галерея Корсіні. Сади, що піднімаються на пагорб Янікул, входять до частини Ботанічного саду Римського університету. Крім того, цей палац не єдиний Палаццо Корсіні в Італії; є ціла низка доволі схожих палаців (найбільш відомий Палаццо Корсіні ( Palazzo Corsini al Parione ) що розташований на березі річки Арно у Флоренції), що належать різним лініям цієї флорентійської сім'ї. Цей же римський палац, збудований після заняття членом сім'ї Корсіні папського престолу, часто називають Palazzo Corsini Lungarno.

## Галерея Корсіні

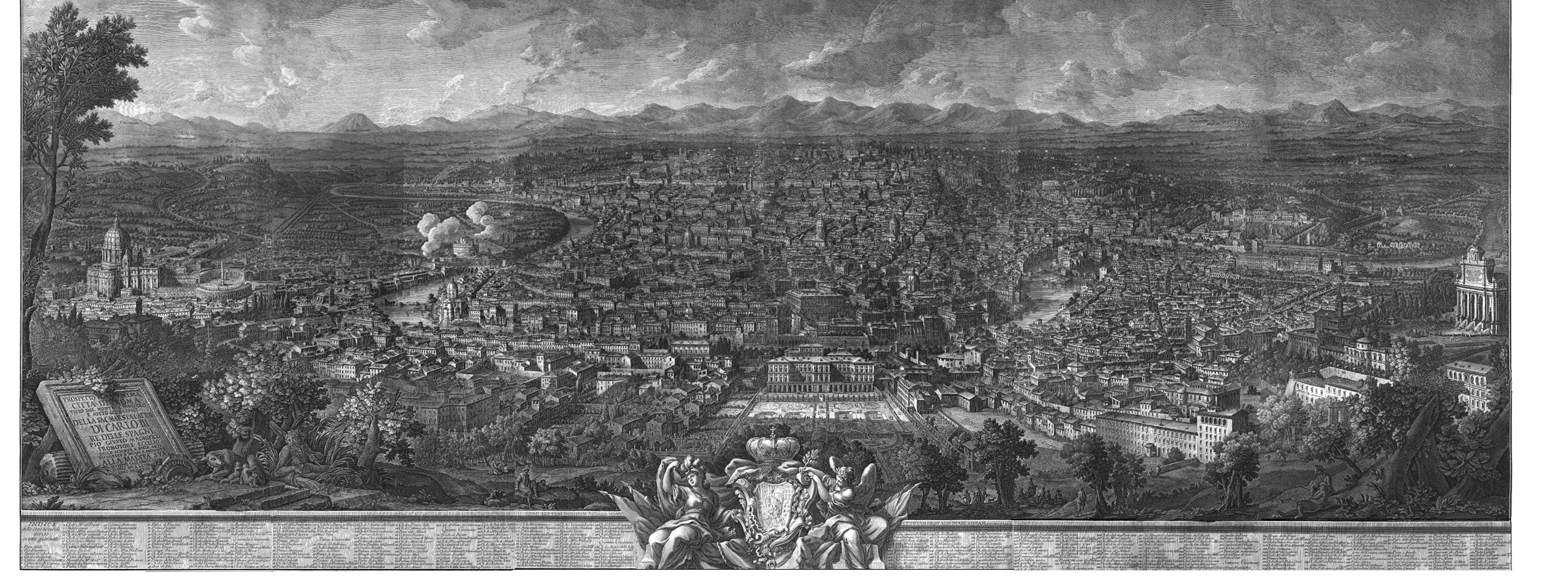
Вид на Рим з пагорба Янікула, Джузеппе Вазі (в центрі Палаццо Корсіні)

Національна галерея старовинного мистецтва, відомий художній музей, займає другий поверх Палаццо Корсіні. Колекції галереї старовинного мистецтва (у переважній більшості роботи після 1000 року) розташовані в різних римських будівлях: Палаццо Барберіні, Галерея Боргезе та Палаццо Корсіні.
Перші твори були зібрані відомим колекціонером живопису XVII століття, кардиналом Нері Марія Корсіні, колекція доповнювалася іншими членами сім'ї та з колекцій папи Климента XII та його племінника. У 1883 році палац та його вміст були продані державі. Більшість основних експонатів Галереї Корсіні передані у дарунок сім'ї Корсіні. Таким чином, колекція Корсіні демонструється відносно початковому вигляді і в рідному місці. Колекцію  Корсіні, як і Галерею Боргезе, колекції Альтемпс, Барберіні, Памфілі, Спада, Торлонія та інші колекції знаменитих римських та флорентійських сімей, можна віднести до так званих фідеокомісних (невідчужуваних) колекцій. Італійський уряд з другої половини ХХ століття проводить активну політику відновлення початкових родинних колекцій в історичних будівлях . У Галереї Корсіні широко представлено італійське мистецтво від раннього Відродження до пізнього XVIII ст. Представлені роботи як історичного та релігійного змісту, так і пейзажі з жанровими картинами.
До колекція Корсини галереї входять роботи таких художників: Фра Анджеліко, Якопо Бассано, Карраччі, Караваджо, Ван Дейка, Франческо Франки, Джентилески, Giordano, Гуерчіно, Ангеліка Кауфман, Lanfranco, Карло Маратті, Мурільо, Прети, Гвідо Рені й інші.